# Werfheide
Werfheide of kortweg "Werfhei" is een gehucht en wijk in de Zemstse deelgemeente Hofstade, aan de noordgrens van de provincie Vlaams-Brabant. De wijk ligt in het uiterste noordoosten van de gemeente, tussen de dorpen Hofstade, Muizen en de Mechelse wijk  "Tervuursesteenweg" (ook wel "Coloma" genoemd).
Werfheide bevat een ruim aanbod aan kleinhandel. Daarnaast is ook het Woonzorghuis Ambroos gelegen op de Werfheide. De kern behoort tot de parochie van Onze-Lieve-Vrouw Van Goede Bijstand in Hofstade.

## Geografie en mobiliteit
Werfheide ligt ingeklemd tussen de Leuvense Vaart en de Mechelse wijk 'Coloma'. De gemeente- én provinciegrens ligt in het midden van de "Tervuursesteenweg". De Barebeek kan als 'grens' worden gezien met Hofstade, het dorp waar het al sinds 1870 deel van uitmaakt. In het westen ligt de Hanswijkbeek die de grens vormt met de stad Mechelen. Het gehucht bestaat voornamelijk uit landbouwgebied met bebouwing langs de Tervuursesteenweg en de Muizenstraat. Tegen de Leuvense Vaart aan ligt een kleine kern, geconcentreerd langs onder meer de Klaproosstraat, Grensstraat en Heuvelstraat.
Aan de Tervuursesteenweg bevinden zich twee bushaltes die worden bediend door bussen van De Lijn.

## Etymologie en geschiedenis
Tot 1795 behoorde het gebied, samen met onder meer Hofstade, Muizen en Hever tot de Heerlijkheid Mechelen, een van de Zeventien Provinciën. Langs de Muizenstraat ligt De Werfhoeve, een 19de-eeuwse hoeve. Hier bevond zich de meest oorspronkelijke en oudste bebouwing in het gebied.
Op de Popp-kaarten, uitgegeven tussen 1842 en 1879, staat dit gebied al vermeld als "Werfheyde" en maakt het deel uit van de gemeente "Muysen" in de provincie Brabant. Hofstade scheidde zich in 1870 af en Werfheide maakte vanaf dan deel uit van deze nieuwe, onafhankelijke gemeente. Door de aanleg van de Leuvense vaart in 1752 waren beide al feitelijk van Muizen afgesneden.
Deelgemeenten: Elewijt · Eppegem · Hofstade · Weerde · Zemst

Overige dorpen en gehuchten: De Brug · Kleempoel · Werfheide · Wormelaar · Zemst-Bos · Zemst-Laar · Zwartland

Belgische gemeenten · Arrondissement Halle-Vilvoorde · Vlaams-Brabant · Vlaanderen